# 홍석보
홍석보(洪錫輔, 1672년 ~ 1729년)는 조선시대의 문신으로, 본관은 풍산. 자는 양신(良臣), 호는 수은(睡隱). 시호는 충경(忠敬)이다. 홍만용의 손자이며 사복시첨정 지제교 홍중기의 아들이다. 홍봉한, 홍인한의 큰아버지이다.

## 생애
숙종 때 사마시와 문과에 급제, 시험 부정 사건으로 관련자 모두 합격이 취소되고 유배 당하였다가 석방되었다. 그 후 다시 과거에 응시, 1706년에 급제하였다. 검열, 전적, 교리 홍양현감 등을 지냈다. 1718년 전라도관찰사로 부임하였다. 19년에는 균전제의 실시를 감독하기 위한 충청도균전사(均田使)로 토지분할을 실시하고 돌아왔다. 이어 예조와 호조의 참의(參議), 판결사(判決事), 대사간 등을 지내고, 1721년 동부승지로 노론의 대신들과 함께 세제(世弟) 책봉을 주청하였다. 그 뒤 대사성이 되어 실록청당상이 되었으나 1721년 신임사화에 연루, 전라남도 영암에 유배되었다가 경상도 거제로 배소가 옮겨졌다. 영조 즉위 후, 다시 충청도 은진(恩津)으로 유배지가 옮겨졌다가 석방되었다. 이후 한성부좌윤, 사헌부대사헌, 이조참판, 평안감사 등을 지냈다. 이집과 함께 열성어제(列聖御製)를 간행하였다. 사후 좌찬성(左贊成)에 추증되었다.

## 같이 보기
- 홍봉한
- 홍인한
- 홍만용
- 신임사화